# Lone Tree (Iowa)
Lone Tree – miasto w Stanach Zjednoczonych, w stanie Iowa, w hrabstwie Johnson. W 2000 roku liczyło 1151 mieszkańców.